# Madonna z Dzieciątkiem i sceny z życia Maryi
Madonna z Dzieciątkiem i sceny z życia Maryi – obraz renesansowego malarza włoskiego malarza Fra Filippa Lippiego.
Obraz został namalowany jako tondo i był jednym z pierwszych tego typu dzieł w historii włoskiego malarstwa. Na pierwszym planie przedstawiona została Madonna siedząca na bogato zdobionym krześle, trzymająca na kolanach małego Jezusa. Maria ubrana jest w elegancki strój, z ozdobami we włosach, takimi jakie nosiły zamożne weneckie kobiety w epoce renesansu. Dziecko w prawej rączce trzyma nasienie granatu i podaje je matce. W drugiej dłoni, podtrzymywanej przez dłoń Marii, trzyma cały owoc. Motyw z granatem był dość popularny w malarstwie XV i XVI wieku. Występuje na wielu obrazach ówczesnych i późniejszych malarzy m.in. u Sandro Botticellego w Madonna z granatem. Taki motyw miał podwójne znaczenie symboliczne i wyrażał dziewictwo oraz zmartwychwstanie. Granat, ze względu na swoje liczne owoce, uważany był również za symbol płodności. Katoliccy zwolennicy interpretowali owoc jako symbol wiecznego życia lub Męki Pańskiej.
Na drugim planie Lippi ukazał sceny z życia Marii. Na schodach przedstawiono spotkanie św. Anny z św. Joachimem, po lewej stronie widoczna jest scena narodzin Marii a po prawej, dwie kobiety zbliżające się do łoża. Jedna z nich na głowie trzyma okrągły koszyk. Według zwyczaju XV-wiecznej Wenecji kobiety po porodzie otrzymywały słodycze na okrągłej tacy − desco da parto („naczynie narodzin”'). Taca była bardzo często ozdabiana różnymi scenami związanymi z dziećmi lub porodem. Od tego zwyczaju pochodzi późniejsza moda na okrągłe obrazy.